# Cordulegaster diastatops
Espèce
Cordulegaster diastatops, communément appelé le cordulégastre aux yeux séparés, est une espèce de libellules de la famille des Cordulegastridae qu'on trouve en Amérique du Nord. L'envergure de ses ailes est d'environ 60 mm. Les adultes ont des yeux verts qui se touchent presque et un abdomen avec des taches triangulaires jaunes. Leur saison de vol s'étend de la mi-mai à la fin août.